# Álvaro Barco
Álvaro Barco Andrade  (Lima, 27 de junio de 1967) es un exfutbolista peruano que jugaba como defensa. Actualmente tiene 58 años y es director deportivo del Club Universitario de Deportes.

## Trayectoria
En Perú, defendió las camisetas de Alianza Atlético en reservas y Universitario de Deportes. Asimismo, fue jugador de Cobreloa, Tampico Madero, entre otros.
Tras su retiro, trabajó como gerente deportivo de Universitario de Deportes, siguiendo en la Universidad de San Martín de Porres hasta inicios del 2023. Luego, trabajó para Consorcio Fútbol Perú (GOLPERÚ). En julio de 2025, fue anunciado como director deportivo de Universitario, tras la salida de Manuel Barreto, regresando al cargo tras muchos años.

## Selección peruana
Fue integrante de la selección de fútbol del Perú que participó en la Copa América de 1991 y la Copa América de 1993 en Ecuador. Fue internacional entre 1986 y 1997, jugando 30 partidos.

### Participaciones en Copa América
| Copa América      | Sede    | Resultado        |
| ----------------- | ------- | ---------------- |
| Copa América 1991 | Chile   | Primera fase     |
| Copa América 1993 | Ecuador | Cuartos de final |

## Clubes
| Club                      | País           | Año       |
| ------------------------- | -------------- | --------- |
| Alianza Atlético          | Perú           | 1984      |
| Universitario             | Perú           | 1985-1986 |
| Gardenias FC              | Perú           | 1987      |
| Long Island University    | Estados Unidos | 1987-1988 |
| Universitario de Deportes | Perú           | 1989-1992 |
| Cobreloa                  | Chile          | 1993      |
| Palestino                 | Chile          | 1994      |
| Tampico Madero            | México         | 1995      |
| Universitario de Deportes | Perú           | 1996-1997 |
| Shenzhen Pingan           | China          | 1997-1998 |
| Al-Nassr                  | Arabia Saudita | 1999      |

## Palmarés

### Campeonatos nacionales
| Título                 | Club                      | País | Año  |
| ---------------------- | ------------------------- | ---- | ---- |
| Liga peruana de fútbol | Universitario de Deportes | Perú | 1990 |
| Liga peruana de fútbol | Universitario de Deportes | Perú | 1992 |